# (3550) Link
(3550) Link (1981 YS) – planetoida z pasa głównego asteroid okrążająca Słońce w ciągu 5,01 lat w średniej odległości 2,93 j.a. Odkrył ją Antonin Mrkos 20 grudnia 1981 roku.